# العلاقات الإكوادورية السيراليونية
العلاقات الإكوادورية السيراليونية هي العلاقات الثنائية التي تجمع بين الإكوادور وسيراليون.

## مقارنة بين البلدين
هذه مقارنة عامة ومرجعية للدولتين:
| وجه المقارنة                                              | الإكوادور                      | سيراليون       |
| --------------------------------------------------------- | ------------------------------ | -------------- |
| المساحة (كم2)                                             | 283.56 ألف                     | 71.74 ألف      |
| عدد السكان (نسمة)                                         | 16.62 مليون                    | 7.56 مليون     |
| الكثافة السكانية (ن./كم²)                                 | 58.61                          | 105.38         |
| العاصمة                                                   | كيتو                           | فريتاون        |
| اللغة الرسمية                                             | اللغة الإسبانية، كيشوا ‏، شوار ‏ | لغة إنجليزية   |
| العملة                                                    | دولار أمريكي، سوكري إكوادوري   | ليون سيراليوني |
| الناتج المحلي الإجمالي (بليون دولار)                      | 103.06 مليار                   | 3.77 مليار     |
| الناتج المحلي الإجمالي (تعادل القوة الشرائية) بليون دولار | 185.24 مليار                   | 10.13 مليار    |
| الناتج المحلي الإجمالي الاسمي للفرد دولار أمريكي          | 6.21 ألف                       | 653            |
| الناتج المحلي الإجمالي للفرد دولار أمريكي                 | 11.37 ألف                      | 1.97 ألف       |
| مؤشر التنمية البشرية                                      | 0.746                          | 0.413          |
| رمز المكالمات الدولي                                      | +593                           | +232           |
| رمز الإنترنت                                              | .ec                            | .sl            |
| المنطقة الزمنية                                           | 00                             | 00             |

## منظمات دولية مشتركة
يشترك البلدان في عضوية مجموعة من المنظمات الدولية، منها:
| علم المنظمة | اسم المنظمة                                                | تاريخ انضمام الإكوادور | تاريخ انضمام سيراليون |
| ----------- | ---------------------------------------------------------- | ---------------------- | --------------------- |
|             | مؤسسة التنمية الدولية                                      | 7 نوفمبر 1961          | 13 نوفمبر 1962        |
|             | يونسكو                                                     | 22 يناير 1947          | 28 مارس 1962          |
|             | مؤسسة التمويل الدولية                                      | 20 يوليو 1956          | 10 سبتمبر 1962        |
|             | منظمة حظر الأسلحة الكيميائية                               | ?                      | ?                     |
|             | الأمم المتحدة                                              | 21 ديسمبر 1945         | 27 سبتمبر 1961        |
|             | الاتحاد الدولي للاتصالات                                   | 17 أبريل 1920          | 30 ديسمبر 1961        |
|             | منظمة الشرطة الجنائية الدولية                              | ?                      | ?                     |
|             | البنك الدولي للإنشاء والتعمير                              | 28 ديسمبر 1945         | 10 سبتمبر 1962        |
|             | الاتحاد البريدي العالمي                                    | ?                      | ?                     |
|             | وكالة ضمان الاستثمار متعدد الأطراف                         | 12 أبريل 1988          | 20 يونيو 1996         |
|             | العملية المشتركة للاتحاد الأفريقي والأمم المتحدة في دارفور | ?                      | ?                     |
|             | منظمة التجارة العالمية                                     | ?                      | ?                     |

## وصلات خارجية
- موقع وزارة الخارجية الإكوادورية